# Virgil Hartinger
Virgil Hartinger je rakouský pěvec – tenorista.

## Život
Virgilovým otcem je basbarytonista Albert Hartinger. Virgil Hartinger vystudoval Eastman School of Music v New Yorku a Mozarteum v Salcburku. Studoval postgraduálně na Oberlin College v Ohiu s Richardem Millerem. 
Věnuje se oratorní i operní tvorbě. V opeře debutoval v roce 2008 v Deutsche Oper am Rhein v Düsseldorfu, jeho oratorní repertoár zahrnuje stěžejní díla svého druhu jako např. Bachovy Janovy pašije, Händelova oratoria, Beethovenovo oratorium Kristus na hoře Olivetské nebo Mendelssonovo oratorium Paulus. 
Pravidelně vystupuje na prestižních festivalech a v koncertních síních jako např. na Salcburském mezinárodním hudebním festivalu, Händelově festivalu v Göttingenu, Beethovenfestu v Bonnu, Gent Flanders festivalu, ve Festival Halle v Baden-Badenu, Barbican centru v Londýně nebo v Carnegie Hall.